# Cryphaeus cornutus
Cryphaeus cornutus – gatunek chrząszcza z rodziny czarnuchowatych i podrodziny Tenebrioninae.

## Taksonomia
Gatunek ten opisany został po raz pierwszy w 1823 roku przez Johanna Gotthelfa Fischera von Waldheima pod nazwą Uloma cornuta.

## Morfologia
Chrząszcz o ciele podługowato-owalnym w zarysie, matowym, z wierzchu nagim, punktowanym i drobno mikroziarenkowanym, długości od 10 do 12 mm. Ubarwienie ma czekoladowe do kawowoczarnego ze złocistymi szczecinkami na spodzie stóp.
Głowa jest szersza niż dłuższa, tak szeroka jak przedplecze mierzone w przednich kątach, zaopatrzona w duże, poprzeczne, całkowicie podzielone występami policzków, zbudowane z grubych omatidiów oczy. Czułki są maczugowate, krótko i skąpo porośnięte szczecinkami, opatrzone ziarenkowatą mikrorzeźbą, o członach od ósmego do ostatniego szerszych i tworzących buławkę. U samca głowa ma falistą przednią krawędź, wklęsły środek i dwa długie, wąskie bocznie spłaszczone, tępo zakończone rogi wyrastające u wewnętrznych krawędzi oczu. U samicy przednia krawędź głowy jest zaokrąglona, środek sklepiony, a rogów brak.
Przedplecze jest trochę szersze niż dłuższe, o lekko wykrojonej krawędzi przedniej, wyraźnych kątach przednich, prostych brzegach bocznych, ostrych i nieco wystających kątach tylnych oraz dwufalistej i nieobrzeżonej listewką krawędzi tylnej. Powierzchnię ma skąpiej niż głowa pokrytą niezbyt mocnymi punktami oraz zaopatrzoną w dwa wciski boczne przy tylnym brzegu. U samca boczne brzegi przedplecza są równoległe, a punktowanie słabiej widoczne, u samicy zaś boczne brzegi są zbieżne ku przodowi, a punktowanie wyraźniejsze. Stosunkowo duża tarczka ma zaokrąglony kształt. Pokrywy są wydłużone, lekko w tyle rozszerzone. W rzędach bliższych szwowi punkty rozmieszczone są stosunkowo regularnie, w rzędach bocznych zaś nieregularnie. Międzyrzędy są płaskie, z bardzo delikatnym, tylko w tyle pokryw lepiej widocznym punktowaniem. Skrzydła tylnej pary są dobrze rozwinięte.

## Ekologia i występowanie
Owad ciepłolubny, saproksyliczny i mykofagiczny, związany z obumarłymi drzewami liściastymi, w tym dębami, topolami i wiśniami. Bytuje pod przegrzybiałą korą i w zawierającym grzybnie murszejącym drewnie.
Gatunek palearktyczny. W Europie znany jest z Francji, Słowacji, Węgier, Ukrainy, Rumunii, Bułgarii, Słowenii, Bośni i Hercegowiny,  Grecji oraz południa europejskiej części Rosji, w Azji z Gruzji, Azerbejdżanu, Cypru, anatolijskiej części Turcji i Syrii, a w Afryce z Wysp Kanaryjskich. Na starym kontynencie jest jedynym przedstawicielem rodzaju. W Polsce odnaleziony został jednokrotnie w 1937 roku na terenie krakowskiego ogrodu botanicznego i jako przypadkowo tam zawleczony, nie jest zaliczany do fauny tego kraju. Na Słowacji po raz pierwszy odnaleziony został w 2011 roku i łącznie znany jest z dwóch stanowisk. Możliwe, że znajduje się w ekspansji na północ.